# Andy Turner
Andy Turner, född 19 september 1980 i Chelmsford, Storbritannien, brittisk friidrottare som tävlar i 110 meter häck, 100 meter, 200 meter och längdhopp. 
Turner tog bronsmedaljen på 110 meter häck i EM i friidrott 2006 i Göteborg. Vid EM i friidrott 2010 i Barcelona vann Turner guld i grenen 110 meter häck.

## Personbästa
- 100 m - 10,25 (2006)
- 200 m - 20,85 (2006)
- 400 m - 45,03 (2006)
- 110 m häck - 13,24 (2006)
- Längdhopp - 7,54 m (2000)